# Alexander Arkadjewitsch Migdal

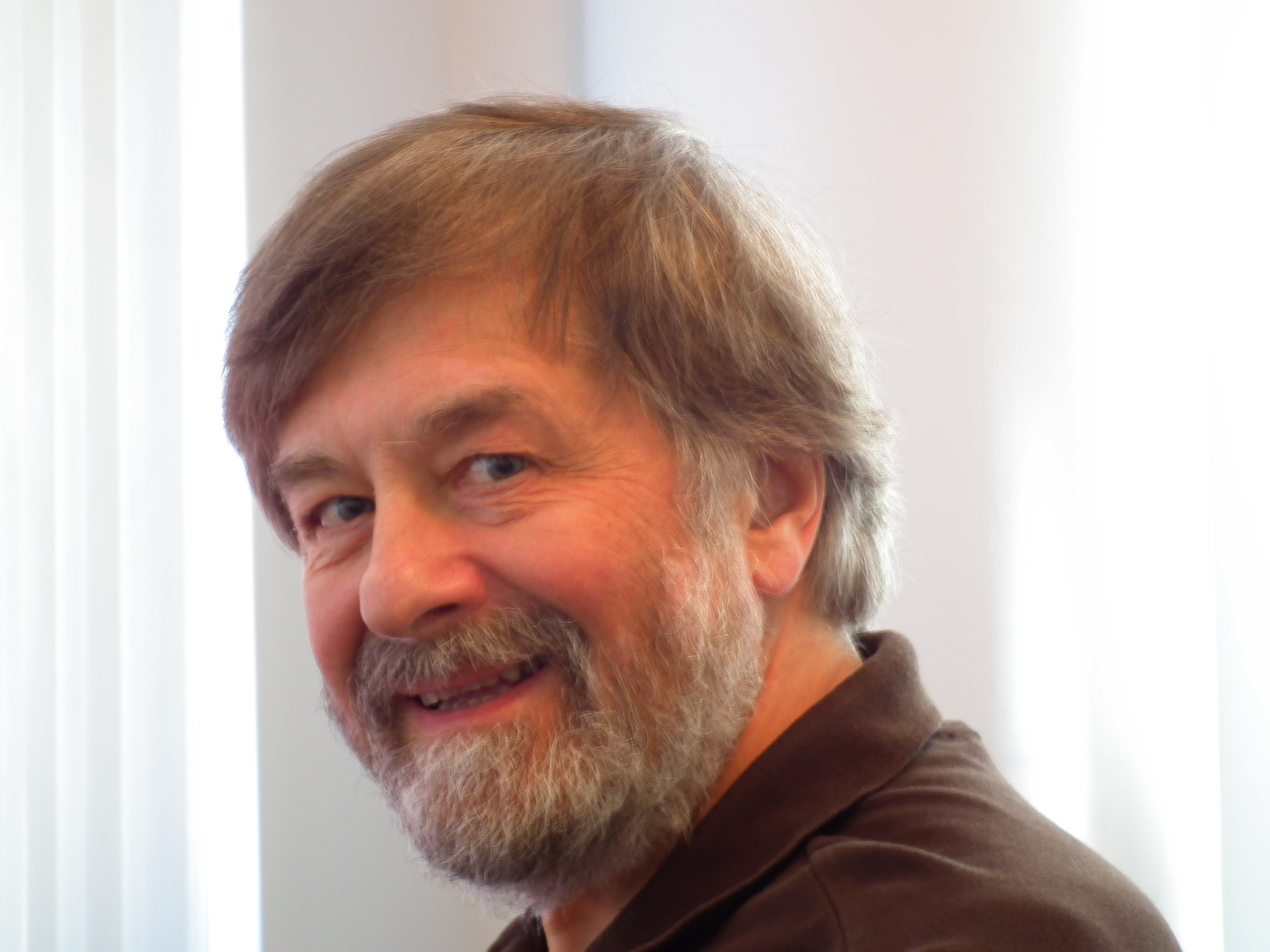
Alexander Migdal 2013

Alexander Arkadjewitsch Migdal (russisch Александр Аркадьевич Мигдал, oft A. A. Migdal zitiert; * 1945 in Moskau) ist ein russisch-US-amerikanischer theoretischer Physiker und Software-Entwickler und Unternehmer.

## Leben und Werk
Migdal ist der Sohn von Arkadi Beinussowitsch Migdal. Er gewann mit seinem Freund Alexander Markowitsch Poljakow die sowjetische Mathematikolympiade und studierte an der Lomonossow-Universität. 1961 gehörten sie auch noch zu den letzten Schülern von Lew Landau, der bald darauf einen Unfall hatte – sie bestanden seinen Eingangstest für das Theoretische Minimum in Mathematik, obwohl sie erst 15 Jahre alt waren. Landau schrieb ihnen ein Empfehlungsschreiben, so dass sie noch vor ihrer Abschlussprüfung an der Schule an den Eingangsprüfungen für die Universität teilnehmen konnten (außerdem war Migdal Jude, was damals in der Sowjetunion ein Hindernis bei der Aufnahme in die Physikalisch-Mathematische Fakultät der Lomonossow-Universität war). Er machte 1967 seinen Abschluss an der Lomonossow-Universität. 1969 ging er an das Landau-Institut für Theoretische Physik, an dem er 1973 über Euklidische Feldtheorie habilitiert wurde (russischer Doktortitel).
Mitte der 1960er Jahre fand er mit Poljakow unabhängig das Phänomen der Massenerzeugung von Vektormesonen durch spontanen Symmetriebruch (Higgs-Phänomen), beide fanden aber in der Sowjetunion kein Gehör, da damals unter dem Einfluss von Landau und seiner Schule die Quantenfeldtheorie völlig diskreditiert war (stattdessen setzte man wie im Westen auf S-Matrix-Theorie). Ebenfalls schon in den 1960er Jahren (1967/68) führte er mit Wladimir Naumowitsch Gribow kritische Indizes und anomale Dimensionen in die Feldtheorie ein (Analogie zwischen statistischer Mechanik – Theorie der Phasenübergänge – und relativistischen Feldtheorien von Elementarteilchen/Hochenergiephysik über euklidische Feldtheorie) und er entwickelte in den 1970er Jahren Ideen, die später zur konformen Feldtheorie führten, damals schon in Austausch mit ausländischen Wissenschaftlern wie Leo Kadanoff. Unabhängig und weitergehend geschah das im Westen durch Kenneth Wilson (Renormierungsgruppe, anomale Dimensionen), der ebenfalls Anfang der 1970er Jahre seine Ideen in sowjetisch-US-amerikanischen Konferenzen am Landau-Institut präsentierte.
In den 1970er Jahren verfolgte er Analogien aus der statistischen Mechanik in der euklidischen Formulierung der Quantenchromodynamik und entwickelte die Migdal-Kadanoff-Rekursionsrelationen für Eichtheorien und in den 1980er Jahren eine Formulierung der Quantenchromodynamik mit Wilson-Loop-Variablen (mit Yu. M. Makeenko), das heißt Dynamik von Schleifen-Variablen. Das lieferte auch einen Zusammenhang von QCD und Stringtheorie im Fall vieler Farbfreiheitsgrade (Large N QCD). In den 1990er Jahren beschäftigte er sich mit der Theorie der Turbulenz, wo er ebenfalls einen von ihm entwickelten Schleifenvariablen-Formalismus anwandte.
Mit seinen Studenten Wolodja Kazakow und Iwan Kostow entwickelte er eine Theorie der Quantengravitation als statistische Theorie von Matrizen (Dynamik von durch Triangulation beschriebenen zufällig fluktuierenden Flächen). Das führte zur exakten Lösung der Quantengravitation in zwei Raum-Zeit-Dimensionen. Das wurde unter anderem von David Gross, Édouard Brézin, Stephen Shenker und Michael R. Douglas weiterentwickelt.
Er blieb bis 1984 beim Landau-Institut und war dann an einer Sektion für komplexe Probleme der Kybernetik der Sowjetischen Akademie der Wissenschaften. 1988 ging er in den Westen und lehrte an der Princeton University. Mitte der 1990er Jahre wechselte er in die Software-Entwicklung und gründete eine eigene Firma (VWPT). Seit 2000 arbeitete er an Aktien-Handelssystemen.

## Schriften
- QCD= Fermi string theory, Nucl. Phys. B, Band 189, 1981, S. 253–294
- Recursion equations in gauge theories, Sov. Phys. JETP, Bd. 42, 1975, S. 413
- Phase transitions in gauge and spin lattice systems, Sov. Phys. JETP, Band 42, 1975, S. 743
- Loop equations and 1/N expansion, Physics Reports Bd. 102, 1983, S. 199–290
- mit  Makeenko Quantumchromodynamics as dynamics of loops, Nuclear Physics B, Bd. 188, 1981, S. 269–316
- mit Makeenko Self-consistent area law in QCD, Phys. Lett. B, Band 97, 1980, S. 253–256
- mit V. A. Kazakov Baryons as solitons in loop space, Phys. Lett. B, Band 103, 1981, S. 214–218